# Franz Metzger (Historiker)
Franz Metzger (* 28. Juli 1948 in Nürnberg) ist ein deutscher Historiker und Publizist.

Nach dem Abitur am Willstätter-Gymnasium Nürnberg folgte das Studium der Geschichtswissenschaft sowie Kunstgeschichte, Anglistik und Amerikanistik an der Friedrich-Alexander-Universität Erlangen. Das Postgrad-Studium erfolgte unter Kurt Kluxen und Geoffrey Elton. Franz Metzger hielt sich zur Forschung in London und Cambridge auf. 1977 schrieb er eine Dissertation über „Das englische Kanzleigericht unter Kardinal Wolsey 1515–1529“. 1977/78 arbeitete er als Pressereferent der Katholischen Stadtkirche Nürnberg.
1979 entwickelte und gründete er die Publikumszeitschrift G/Geschichte (damals noch unter dem Namenszusatz „mit Pfiff“) für den Johann Michael Sailer Verlag in Nürnberg. Bis 2009 leitete er die Zeitschrift als Chefredakteur. Seitdem ist er ihr Herausgeber.

## Veröffentlichungen (Auswahl)
- The last Phase of Medieval Chancery. In: Alan Harding (Hrsg.): Law Making and Law Makers in British History. Papers Presented to the Edinburgh Legal History Conference, 1977. Royal Historical Society, London, 1980, S. 79–89.[4]
- mit Wolfgang Mayer und Jürgen Wilhelmi: Schwarz-Weiß-Rot in Afrika. Die deutschen Kolonien. Idea Verlag, Puchheim 1987, ISBN 3-88793-105-X.
- mit Hans Simons und Karin Feuerstein-Praßer: Beter, Bauherrn, Pioniere. Das Ordensleben und die großen Klöster im Abendland. Echter, Würzburg 2001, ISBN 3-429-02325-4.
- mit Karin Feuerstein-Praßer: Die Geschichte des Ordenslebens. Von den Anfängen bis heute. Herder, Freiburg 2006, ISBN 3-451-29093-6.
- (Herausgeber) Zipp und zu! 50 Erfindungen die unser Leben wirklich veränderten. Theiss, Stuttgart 2008, ISBN 978-3-8062-2165-7.
- (Herausgeber und Ko-Autor) Die Rätsel der deutschen Geschichte. Theiss, Stuttgart 2012, ISBN 978-3-8062-2603-4.
- Kleine Geschichte Mittelfrankens. Pustet, Regensburg, 2020, ISBN 978-3-7917-3171-1.

## Bühnenstücke
- Die höchst denkwürdigen Abenteuer des edlen Räuberhauptmanns Rinaldo Rinaldini. 1986[5]
- Sherry for Two. 2013[6]